# Trójstronna Komisja ds. Społeczno-Gospodarczych
Trójstronna Komisja ds. Społeczno-Gospodarczych – dawna polska instytucja dialogu społecznego. Tworzona była przez przedstawicieli rządu, organizacji pracodawców prywatnych i związków zawodowych. Do kompetencji komisji należało: ustalanie wskaźników wzrostu wynagrodzeń w przedsiębiorstwach i w sferze budżetowej, prace wstępne nad budżetem państwa. Ponadto komisja mogła zabierać głos w sprawach gospodarczych i społecznych jeżeli jej głos miał znaczenie dla zachowania spokoju społecznego.
Z ramienia związków zawodowych w skład komisji wchodziły: NSZZ „Solidarność”, Forum Związków Zawodowych i Ogólnopolskie Porozumienie Związków Zawodowych. Z ramienia pracodawców: Konfederacja Lewiatan, Pracodawcy Rzeczypospolitej Polskiej, Business Centre Club i Związek Rzemiosła Polskiego. W obradach komisji uczestniczyć mogli także jako doradcy: przedstawiciele samorządu terytorialnego, NBP, GUS, administracji publicznej, organizacji zawodowych i społecznych.
Sekretariat Komisji prowadził Departament Dialogu i Partnerstwa Społecznego Ministerstwa Pracy i Polityki Społecznej. Odpowiednikami Komisji w terenie były Wojewódzkie Komisje Dialogu Społecznego.
Treść obrad komisji nie była jawna, organizatorzy sprzeciwiali się też ich rejestrowaniu. W 2013 OPZZ zaapelował o ich transmisję w mediach publicznych. Komisję zastąpiła w 2015 r. Rada Dialogu Społecznego.

## Branżowe zespoły trójstronne
Działały poza Trójstronną Komisją ds. Społeczno-Gospodarczych. Były umiejscowione przy Ministrze Pracy, z wyjątkiem czterech, które usytuowane były przy właściwych merytorycznie resortach. 
- Zespół Trójstronny ds. Branży Energetycznej
- Zespół Trójstronny ds. Społecznych Warunków Restrukturyzacji Hutnictwa
- Zespół Trójstronny ds. Bezpieczeństwa Socjalnego Górników
- Zespół Trójstronny ds. Społeczno-Gospodarczych, Restrukturyzacji Górnictwa i Przetwórstw Siarki
- Zespół Trójstronny ds. Przemysłu Lekkiego
- Zespół Trójstronny ds. Społeczno-Gospodarczych Warunków Restrukturyzacji Zakładów Przemysłowego Potencjału Obronnego
- Zespół Trójstronny ds. Branży Chemicznej
  - Podzespół ds. Przemysłu Farmaceutycznego Zespołu Trójstronny ds. Branży Chemicznej
  - Podzespół ds. Przemysłu Szklarskiego Zespołu Trójstronnego ds. Branży Chemicznej
- Zespół Trójstronny ds. Żeglugi i Rybołówstwa Morskiego (przy Ministerstwie Transportu, Budownictwa i Gospodarki Morskiej)
- Zespół Trójstronny ds. Budownictwa i Gospodarki Komunalnej (przy Ministerstwie Transportu, Budownictwa i Gospodarki Morskiej)
- Zespół Trójstronny ds. Kolejnictwa (przy Ministerstwie Transportu, Budownictwa i Gospodarki Morskiej)
- Zespół Trójstronny ds. Ochrony Zdrowia (przy Ministerstwie Zdrowia)
- Zespół Trójstronny ds. Branży Węgla Brunatnego
- Zespół Trójstronny ds. Przemysłu Stoczniowego